# Proto-dravidien
Le proto-dravidien est la  proto-langue dravidienne, c'est-à-dire la langue hypothétique commune qui a donné naissance aux différentes langues dravidiennes.

## Une langue hypothétique
Les proto-langues sont, par définition, des langues hypothétiques reconstituées par les linguistes, et, par conséquent, aucune proto-langue n'a laissé de traces historiques. C'est également le cas du proto-dravidien. En raison d'un manque grave de recherche en linguistique comparée dans le domaine des langues dravidiennes, peu de détails sont connus du proto-dravidien, qu'il s'agisse de la grammaire, de la période, ou du lieu.

## Differentiation
On pense que le proto-dravidien s'est différencié en proto-dravidien central, proto-dravidien du nord, et proto-dravidien du sud aux alentours de 500 av. J.-C., bien que quelques linguistes soutiennent que le degré de différenciation entre les sous-familles indique une séparation plus précoce. Le seul ouvrage à couvrir toutes les formes de langues dravidiennes et qui évoque le proto-dravidien est le Dictionnaire Étymologique Dravidien, qui ne comporte que des listes de mots liés entre eux, sans autres explications.